# Svartfjella
Svartfjella är ett 4,5 km långt fjällområde i Svalbard  med toppar upp till 674 m.ö.h, öster om södra delen av Forlandsundet, mellan Svartfjellstranda och Bullbreen, i den centrala västra delen av Oscar II Land.